# 五明祐子
五明 祐子（ごみょう ゆうこ、1973年2月9日 - ）は、日本のファッションモデル。神奈川県横須賀市出身。ranch所属。

## 人物・来歴
18歳で集英社の雑誌『non-no』にて応募総数5029通の中からトップで選ばれデビュー。30歳で『LEE』の看板モデルとなる。以降、ファッション誌・CM等で活動している。年齢を感じさせないキュートな若々しさで同年代の女性から支持を得ている。かつてはエナジーモデルエージェンシーに所属していたが、2013年7月にranchに移籍した。
特技はボウリングとランニング。現在は27歳の息子の母。5歳下の弟がいる。
松田聖子の熱狂的なファンでもあり、松田のライブやディナーショーなどには毎回参加している。はなや沢村一樹はモデルデビュー当時からの親友でもある。

## 出演

### 雑誌
- non-no
- with
- Domani（ - 2008年12月号）
- Precious（2009年1月号 - ）
- LEE
- Grazia（2012年5月号 - 最終号）
- ミセス
- ESSE
- BOAO
- Saita
- STYLE (雑誌)
- Muffin
- ELLE
- からだにいいこと

### カタログ
- セシール

### CM
- 日本マクドナルド（1995年）
- 久光製薬「眼涼」（1996 - 97年）
- 日本生命「いっぱいいちばん」（1996年）
- ネスレ日本「ネスカフェ ゴールドブレンド」（1996年）
- ニチレイ「アセロラドリンク」（1997年）
- 日本中央競馬会（1997年）
- キーコーヒー「ドリップオン」（1998年）
- 花王「エッセンシャル ビューティケア」（1999年）
- セガ「ドリームキャスト」（1999年）
- 三洋信販「ポケットバンク」（1999年）
- 日本IBM「ThinkPad」（1999年）
- 江崎グリコ「キスミントガム」（2000年）
- 日本リーバ「ポンズ ダブルホワイトクレンジング」（2000年）
- NTTドコモ九州（2000年）
- ヒューマンアカデミー（2002年）
- 大正製薬「デントウェル」（2002年）
- 読売新聞（2002年）
- サントリー「マグナムドライ」（2002年）
- 三井不動産（2005年）
- デビアス「トリロジー」（2005年）
- So-net（2006年）
- ジョンソン「グレード センサー&スプレー」「グレード 消臭パフパフ」「グレード グラスデコ」（2009年 -）
- ワコール「スキマフィットブラ」「おなかスッキリパンツ」「メリハリブラ」「さら肌ブラ」（2014年）

### コレクション
- Y's bis LIMI
- エフコレクション
- ローブ・ド・マリエブライダル
- クラウディア

### 映画
- ダーリンは外国人（2010年、東宝、宇恵和昭監督）

### テレビドラマ
- ナポレオンの村 第1話（2015年7月19日、TBS） - 井川理恵 役

### その他
- ユニクロ（折り込みチラシ）
- 日本ヴォーグ社の単行本（美しいかぎ針編 春夏16、大人の上質ニット3）
- 雄鶏社の単行本（おしゃれなベスト&ベスト）
- ヒルナンデス!（３色コーデ、着回しコーデ）